# Парижский парламент

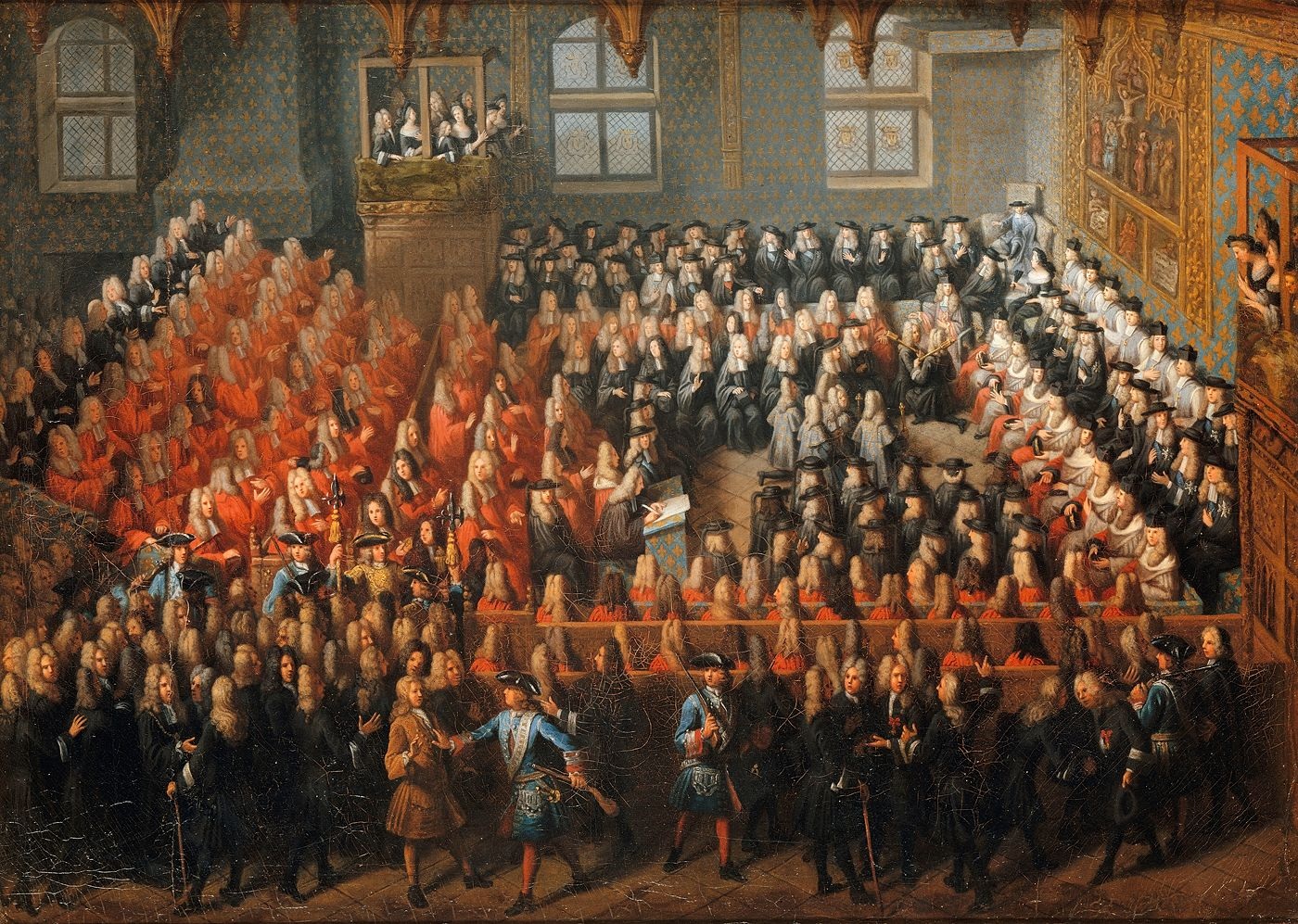
Lit de justice 12 сентября 1715 года с участием короля Людовика XV

Пари́жский парла́мент — высший судебный орган во Франции при Старом порядке. С XV века — наиболее значимый среди провинциальных парламентов, создававшихся по его образу и подобию в различных регионах страны.
Парижский парламент вырос из Королевского совета (лат. curia regis). При первых Капетингах это было неформальное собрание вассалов и прелатов короля, на которых разбирались текущие политические и правовые вопросы. В XII веке состав суда пополнили профессиональные юристы (лат. consiliarii); монарх всё чаще делегировал свои судебные полномочия этому органу. На сессиях, или словопрениях (лат. curis regio in parlemento), также разбирались жалобы на действия бальи — королевских представителей на местах.
Парижский парламент был создан в 1260 году в ходе реформ короля Людовика IX Святого в результате выделения из Королевского совета трёх самостоятельных органов: Большого совета (фр. le Grand Conseil), осуществлявшего общее руководство и контроль над отдельными отраслями управления; Счётной палаты (фр. la Chambre des comptes), высшего органа финансового управления; и Парламента (фр. le Parlement) — верховного суда.
Следы своего прежнего значения как части Королевского совета Парижский парламент сохранил до самой революции, положившей конец его существованию. В Большой палате члены парламента принимали присягу от герцогов, пэров, бальи, сенешалей и других. Происхождением парламента из королевской курии объясняется и его право вносить в свои книги (фактически обнародовать, фр. enregistrer) новые королевские указы. При этом парламент часто обращал внимание короля на замеченные в указах недостатки и погрешности, делал королю представления по поводу новых указов, указывал на несогласие их с законным порядком, на могущие произойти вредные последствия их и так далее. Такие представления назывались «remontrances».
В XV веке оформилось наследование парламентских мест как способ формирования Парижского парламента. Образовались целые парламентские династии, оформилось новое сословие — дворянство мантии (фр. noblesse de robe). В 1405—1417 годах 73,8 % советников Парламента находились в кровном родстве. Затем стала общим явлением купля-продажа судейских должностей. Формально сначала она была незаконной и новые советники Парламента приносили присягу в том, что они не платили денег за свою должность. 
В XVII веке возобладало положение, что член парламента мог передать своё место сыну, уплачивая ежегодно одну шестидесятую долю его цены. Такая автономия позволяла членам парламента рассматривать себя как особую корпорацию, верхушку третьего сословия, призванную к участию в законодательной и правительственной деятельности. С течением времени парламент стал выводить отсюда своё право контролировать деятельность Правительства, одобрять его предписания или отвергать их.
Королевская власть видела в таких притязаниях покушение на её верховные права. На практике, однако, она часто мирилась с вмешательством Парламента в дела управления. В случае упорного отказа со стороны Парламента внести в свои книги (реестры) новое распоряжение, правительство стало прибегать (с середины XVI века) к так называемому lit de justice: король лично прибывал на заседание парламента и прямо предписывал принять определенные меры.
Парижский парламент был судом первой инстанции для «королевских случаев» (фр. cas royaux) и апелляционным судом для всех подданных Французского королевства. Он состоял из Высшей (судебной) палаты (фр. la Grand chambre), которая выносила непосредственно решения и приговоры; Следственной палаты (фр. la Chambre des enquêtes), ведшей расследование дел, и Палаты прошений (фр. la Chambre des requêtes), рассматривавшей ходатайства, жалобы и прошения со всего королевства.
Очень важную роль Парижский парламент сыграл во время Фронды. Правительство вышло из этой борьбы победителем, и при Людовике XIV политическая роль Парижского парламента была низведена к нулю. Людовик XIV велел вырвать из парламентских книг протоколы времен Фронды и предписал Парламенту в 1673 году прямо вносить в реестры все королевские акты, которые немедленно и обращались к обязательному исполнению. Даже чисто судебное значение парламента стало уменьшаться вследствие сильного развития эвокаций, т. е. перенесения дел из того суда, где они должны были бы разбираться, на решение интенданта или Государственного совета. После смерти Людовика XIV значение Парижского парламента вновь возросло: он кассировал завещание Людовика XIV, как ранее кассировал завещание Людовика XIII, и снова получил право делать ремонстрации ещё до внесения эдиктов в свои книги. Это объясняется тем, что регент Филипп II Орлеанский сначала нуждался в поддержке Парижского парламента. 
Под влиянием общего недовольства Правительством во французском обществе всё более утверждался взгляд на парламенты как на последних защитников интересов нации и законности. Стала высказываться мысль, что Парижский парламент столь же древен, как и Корона, что он появился одновременно с государством и что он есть представительство всей монархии. Правительство несколько раз ссылало членов парламента, но это не помогало. Людовик XV в 1771 году совсем упразднил Парижский парламент, а потом и другие парламенты, выкупив парламентские места у их владельцев и создав conseils supérieurs. Но Людовик XVI, 12 ноября 1774 года, восстановил парламенты. 
Во время Великой французской революции была проведена реформа судебной системы Франции, и в 1790 году все парламенты были упразднены.